# Bury (Oise)
Bury is een gemeente in het Franse departement Oise (regio Hauts-de-France). De plaats maakt deel uit van het arrondissement Clermont. Bury telde op 1 januari 2022 2.876 inwoners.

## Geografie
De oppervlakte van Bury bedroeg op 1 januari 2022 17,05 vierkante kilometer; de bevolkingsdichtheid was toen 168,7 inwoners per km².

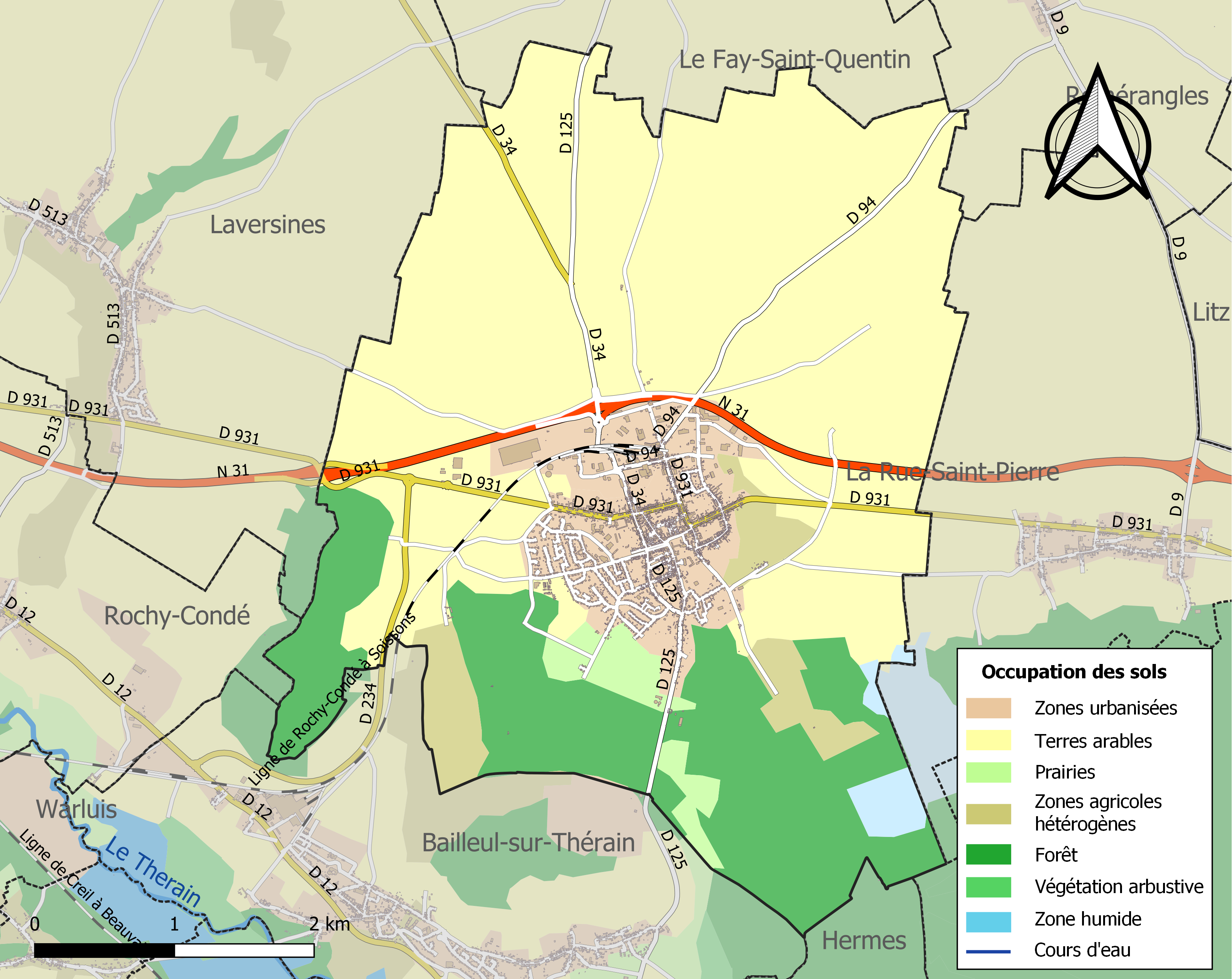
Kaart van de gemeente met belangrijkste infrastructuur, bodemgebruik en omliggende gemeenten

## Demografie
Onderstaande figuur toont het verloop van het inwonertal (bron: INSEE-tellingen).